# 凉山乡 (剑阁县)
凉山乡，是中华人民共和国四川省广元市剑阁县曾经下辖的一个乡。2020年5月，撤销凉山乡，将原凉山乡皇柏村、联合村、盐井村、清凉村、松林村、云凤村所属行政区域划归普安镇管辖。和原凉山乡五羊村所属行政区域划归柳沟镇管辖。

## 行政区划
凉山乡撤销前下辖以下地区：
皇柏村、云凤村、五羊村、珠珍村、甘水村、联合村、盐井村、清凉村和松林村。